# Colegio Nacional Enrique Nvó Okenve
El Colegio Nacional Enrique Nvó Okenve (CNENO) es una universidad en el país africano de Guinea Ecuatorial. La universidad tiene dos campus, uno con sede en la ciudad de Bata y otro en Malabo.
Fue creado originalmente en 1959 bajo la administración colonial española con el nombre de Centro Laboral La Salle de Bata (o simplemente Colegio La Salle). 
Después de la independencia en 1968, la escuela cambió su nombre a su forma actual en honor a Enrique Nvo Okenve, uno de los héroes de la lucha por la independencia de Guinea Ecuatorial, posiblemente asesinado en Camerún por orden del gobernador colonial Faustino Ruiz González en 1959.
La Renovación de la sede de Malabo y el reacondicionamiento de la sede de Bata ha sido financiadas por la USAID.

## Personas notables
- Teodoro Obiang Nguema (alumno de La Salle de Bata) - militar y político;[5]
- José Eneme Oyono (alumno de La Salle de Bata) - médico y profesor.